# Bob Schimscheimer
Bob Schimscheimer (Uden, 1 december 1965) is een Nederlands drummer. 

## Levensloop

### Jeugd en opleiding
Bob Schimscheimer werd geboren als jongste zoon van Lodewijk Schimscheimer en Greet Bieringa en groeide op in een katholiek gezin. Al op jonge leeftijd had Schimscheimer liefde voor muziek. Op 3-jarige leeftijd maakte hij een drumstel van lege bussen wasmiddel. Daarna ging hij met zijn oudere broers Edwin en Marcel in een bandje spelen. Later gingen ze meedoen aan talentenjachten en wonnen daarmee de grote Prijs van Nederland. Op 8-jarige leeftijd trad hij al op voor bedrijfsevenementen voor onder meer DAF Trucks. Hierna ging hij studeren aan het conservatorium.

### Carrière
Na zijn opleiding begeleidde hij onder meer de artiesten Youp van 't Hek, Berdien Stenberg, René Shuman en Ruth Jacott. Later deed hij dit ook voor internationale bands als Toto. Daarnaast componeerde hij ook veel leadermuziek voor It's the people of, Yoga en schreef hij liedjes voor Kinderen voor Kinderen. In 2013 deed hij meer aan een theatertour van Willeke Alberti en werd vaste drummer bij Mara Sophie.